# Segundo processo de vacância presidencial contra Pedro Pablo Kuczynski
O segundo processo de vacância presidencial contra Pedro Pablo Kuczynski foi uma ação iniciada pelo Congresso da República do Peru com o objetivo de destituir o Presidente da República, Pedro Pablo Kuczynski, por uma alegada “incapacidade moral permanente”. Prosseguiu ao primeiro processo de vacância presidencial realizado em dezembro de 2017 e que não conseguiu o impedimento do presidente por não atingir o número mínimo de votos exigido por lei (87), sendo, portanto, rejeitado.
O segundo processo foi concebido como uma iniciativa dos grupos de esquerda Nuevo Perú e Frente Amplio,  embora tenha sido respaldado pelo grupo de oposição Fuerza Popular (que gozava de maioria no Congresso) o determinante para que a moção alcançasse o número de adesões necessárias (26 congressistas)  para poder ser apresentada.
Em 15 de março, o Congresso Peruano admitiu a moção com 87 votos a favor. Porém o debate e a votação no Congresso para definir a vacância presidencial, programado para 22 de março, não foi realizado devido à renúncia de Kuczynski, depois que os fujimoristas divulgaram alguns vídeos e áudios, onde foi demonstrado que operadores do governo, incluindo um Ministro de Estado, negociaram com Moisés Mamani - um congressista da Fuerza Popular - para comprar seu voto contra a destituição, em troca de obras para a sua região.